# 2249 Yamamoto
2249 Yamamoto eller 1942 GA är en asteroid i huvudbältet som upptäcktes den 6 april 1942 av den tyske astronomen Karl Wilhelm Reinmuth i Heidelberg. Den har fått sitt namn efter den japanske astronomen Issei Yamamoto.
Asteroiden har en diameter på ungefär 33 kilometer.